# Christoph Stürgkh auf Plankenwarth
Christoph Stürgkh auf Plankenwarth († 3. November 1594) war ein österreichischer Adeliger und Angehöriger des steiermärkischen Ritterstandes, Besitzer der Burg Plankenwarth und des Palais Stürgkh in Graz, der durch seine Ehe mit Virginia Kassandra Widmanstetter, zum Schwiegersohn des bedeutenden Humanisten, Diplomaten und Orientalisten Johann Albrecht Widmanstetter (* 1506, † 1557) und zugleich in Schwägerschaft mit den ersten Adelsfamilien Europas kam.

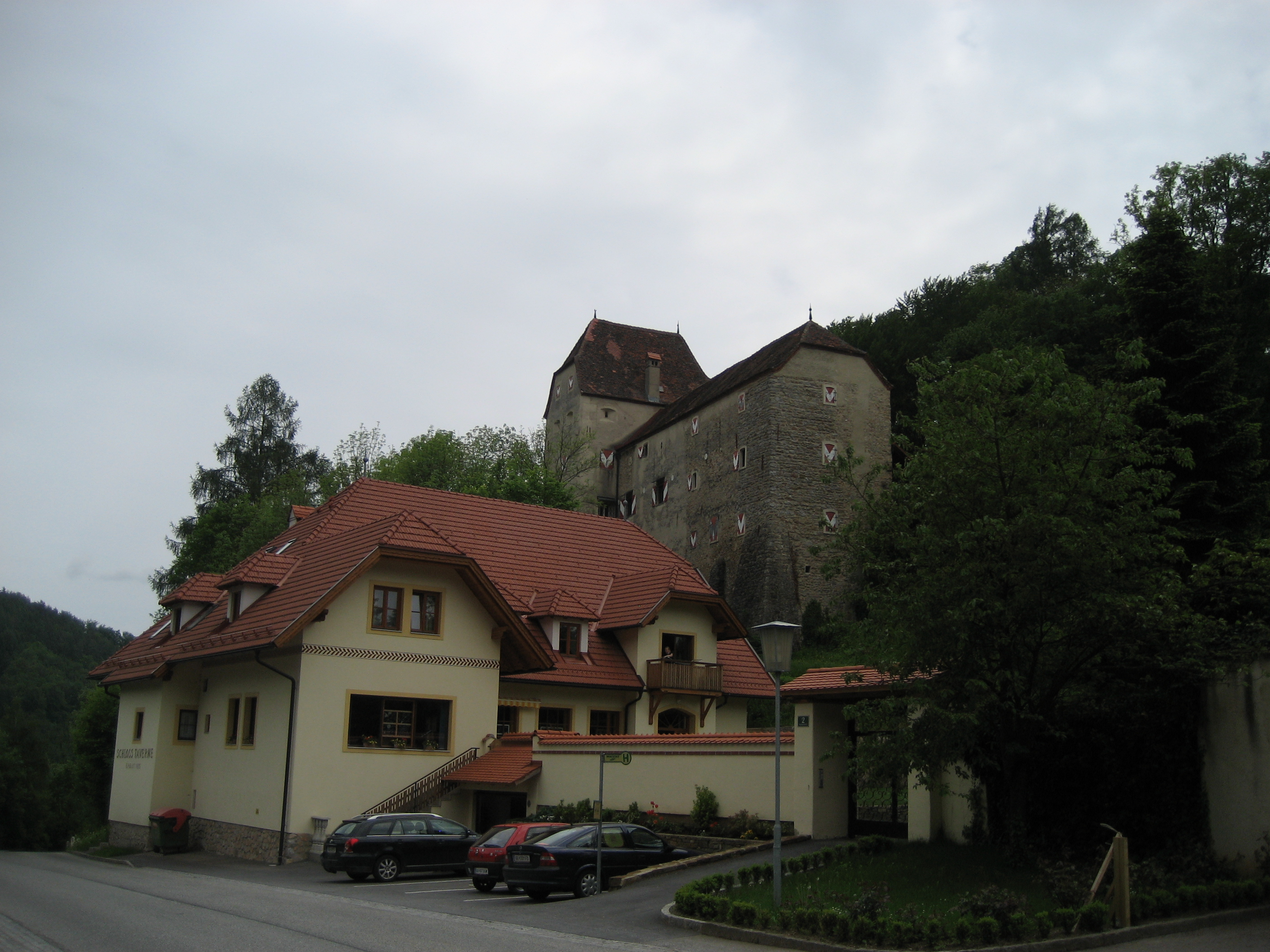
Die Ludwigsburg, die unterhalb liegende Vorburg der Burg Plankenwarth

## Herkunft
Christoph stammte aus der Familie Stürgkh, die aus dem Dorf (seit 1496 Markt) Donaustauf im Landkreis Regensburg in der Oberpfalz (im Freistaat Bayern) stammt, wo sie mit Konrad Stürgkh im Jahre 1333 erstmals urkundlich auftritt.
Sein Vater war Georg (II.) Stürgkh auf Plankenwarth († 1571), Doktor der Rechte, Regimentsrat, Besitzer der Herrschaft und der Burg Plankenwarth. Sein Großvater war Georg Stürgkh auf Plankenwarth († 1547), der 1532 in den Adelsstand erhoben worden war.
Seine Mutter war Margareta v. u. zu Trauttmansdorff auf Pertlstein mit Schloss Bertholdstein, eine der größten Höhenburgen der Steiermark. Dieses Schloss blieb jedoch nicht im Besitz der Familie Stürgkh, da sie bereits 1578 im Besitz der Herren von Lengheim war. Margareta, die nach dem 6. Jänner 1575 starb, war eine Erbtochter des Sebastian von und zu Trauttmansdorff auf Pertlstein († 1519) und der Margareta Judenhofer.

## Leben

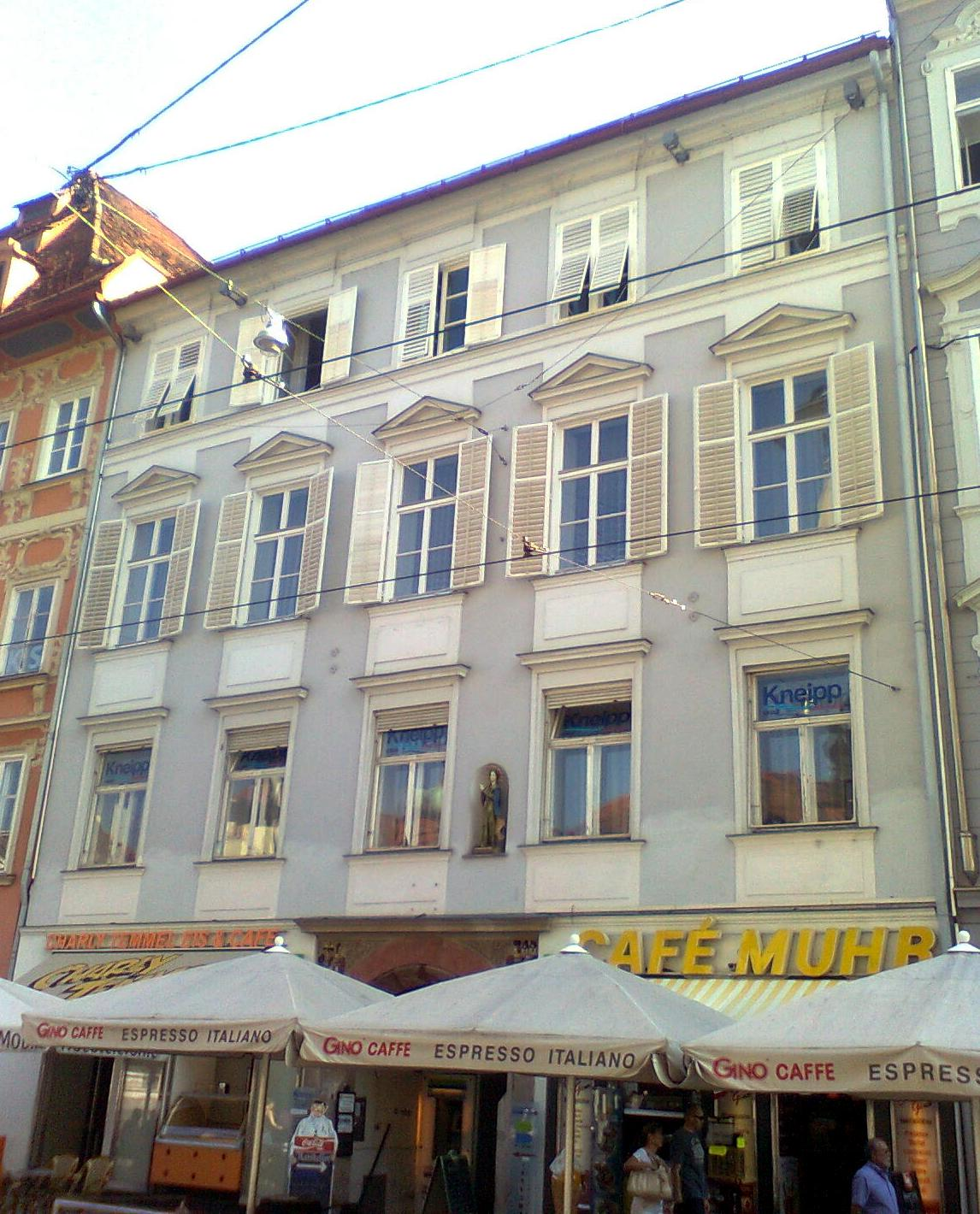
Palais Stürgkh in Graz

Christoph war der älteste Sohn seiner Eltern und wuchs gemeinsam mit seinen Geschwistern auf.
Von diesen heiratete seine Schwester Esther Ferdinand Rüdt von Collenberg und sein Bruder Polycarp († 1594) im Dezember 1574 Apollonia Schneeweiß, eine Tochter des Christoph Schneeweiß von Arnoldstein und der Apollonia von Leobenegg.

### Teilnahme am Zeitgeschehen
Christophs Leben wurde nicht unwesentlich von äußeren politischen Entwicklungen beeinflusst.
Dies einerseits durch die immer wieder aufflackernde Türkengefahr. Die türkischen Armeen waren zwar 1529 bei der Ersten Wiener Türkenbelagerung gescheitert, sie besiegten jedoch 1537 ein österreichisches Heer in der Südsteiermark, eroberten 1541 die ungarische Hauptstadt Buda und unternahmen 1566 einen neuerlichen Feldzug in die habsburgischen Gebiete, wobei ein innerösterreichisches Aufgebot unter Erzherzog Karl II. nach Ungarn zog, aber wegen des Ablebens von Süleyman I. „dem Prächtigen“ (* 1494/96 in Trabzon; † 6. September 1566 vor Szigetvár) Sultan des Osmanischen Reiches und Kalif (1520–1566) nicht mehr eingreifen musste.
Da die Hauptlast der Verteidigungsbemühungen von den Innerösterreichischen Ländern zu tragen war die Landesregierung und damit auch Stürgkh direkt von diesen Maßnahmen betroffen. Unter anderem regelte der Ausschusslandtag der innerösterreichischen Stände in Bruck an der Mur im Jahre 1578 die Finanzierung der Militärgrenze durch die die Grenze des habsburgischen Ungarn zum Osmanischen Reich durch die Anlage von Befestigungen und Ansiedlung von Wehrbauern gegen Streifzüge und Angriffe aus dem Osmanischen Reich gesichert werden sollte.
Andererseits kam es im Jahre 1564 unter den Söhnen von Kaiser Ferdinand I. zu einer neuerlichen Aufteilung der Ländereien des „Hauses Österreich“. Dadurch erhielt der jüngste Sohn des Kaisers, Erzherzog Karl II. (* 3. Juni 1540 in Wien, † 10. Juli 1590 in Graz) einen Anteil am Herrschaftsgebiet des Hauses Österreich, der die Länder südlich des Semmering, das heißt, die Herzogtümer Steiermark, Kärnten, Krain und das Küstenland umfasste und als „Innerösterreich“ bezeichnet wurde.
Dadurch wurde die Stadt Graz 1564 aufgewertet, indem sie zur Hauptstadt dieses großen Herrschaftsbereiches und zur Residenz von Erzherzog Karl „von Innerösterreich“ und damit einer wichtigen Nebenlinie des Hauses Habsburg wurde.
Zugleich schwelte der Konflikt zwischen Katholiken und Protestanten, der damals durch das Vordringen der Gegenreformation gekennzeichnet war.
Der neue Landesfürst Erzherzog Karl II. war – anders als etwa sein Bruder, Erzherzog Maximilian II. (* 31. Juli 1527 in Wien, † 12. Oktober 1576 in Regensburg) von Österreich, seit 1564 Kaiser des Heiligen Römischen Reiches – ein gläubiger Katholik und trieb daher in seinem Herrschaftsbereich die Gegenreformation voran.
Zunächst musste er jedoch Konzessionen an die weitgehend protestantischen Stände machen. Dies, indem er den innerösterreichischen Ständen 1572 in den Grazer Religionspazifikationen und 1578 im Brucker Libell erheblich entgegenkam. Christoph Stürgkh, selbst Landstand im Herzogtum Steiermark, hat wohl zweifellos an diesen Entscheidungen mitgewirkt. die in der Praxis auf eine Duldung des Protestantismus hinausliefen.
Erzherzog Karl war jedoch fest entschlossen, der Gegenreformation in seinen Ländern zum Durchbruch zu verhelfen. Er berief daher im Gegenzug die Jesuiten ins Land, gründete 1573 das Akademische Gymnasium in Graz als Jesuitenkolleg und übertrug die von ihm 1585 neu gegründete Universität Graz (Karl-Franzens-Universität) dem Jesuitenorden, der damit die Kontrolle über die höhere Bildung in der Steiermark erlangte.
Ein anderes Problem, das die Landstände und damit Stürgkh berührte, war der Kroatisch-slowenische Bauernaufstand, der wegen hoher Abgaben und rechtlichen Verschlechterungen 1572 unter dem Bauernführer Matija Gubec in Kroatien gegen die Gutsherren ausbrach und sich rasch auf das Herzogtum Krain und in die Untersteiermark (beide heute in der Republik Slowenien) ausbreitete. Dieser Aufstand wurde von den steirischen Landständen mit militärischer Gewalt niedergeworfen und Matija Gubec am 15. Februar 1573 in Agram (Zagreb) grausam hingerichtet. Seit dieser Zeit wird er in Kroatien als Nationalheld und Bauernkönig verehrt.
Obwohl nicht feststeht, welche konkreten Maßnahmen auf die Initiative von Stürgkh zurückgehen, so besteht kein Zweifel, dass Christoph Stürgkh als erzherzoglicher Rat als Landstand und Gutsbesitzer von diesen Entwicklungen nicht nur selbst betroffen, sondern auch in die Beratungen zur Gestaltung der innerösterreichischen Regierungspolitik zu diesen wesentlichen politischen Entwicklungen und Herausforderungen einbezogen war.

### Erwerb der Ludwigsburg

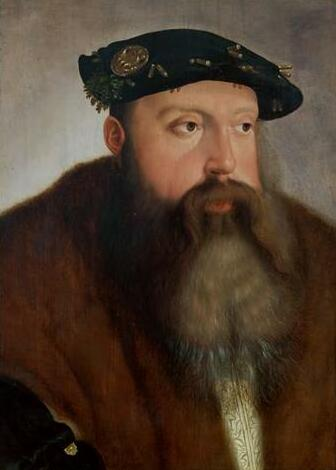
Herzog Ludwig X. von Bayern (nach Christoph Amberger)

Christoph, der in Graz das Palais Stürgkh und außerhalb die Herrschaft Plankenwarth mit der Burg Plankenwarth besaß, konnte im Jahre 1570 seine Herrschaft Plankenwarth durch den Erwerb der so genannten „Ludwigsburg“ erweitern. Diese verdankt ihre Entstehung dem Umstand, dass sein Onkel, Ludwig Stürgkh, gegen seinen Vater rebellierte, daher von diesem enterbt wurde. Ludwig verbrachte daher sein Leben als kaiserlicher Offizier in verschiedenen Kriegsdiensten. Erst nach dem Tod seines Vaters konnte er heimkehren. Er musste jedoch feststellen, dass ihm sein Vater selbst im Tod nicht verziehen hatte, da er seinen Erben testamentarisch verboten hatte, den verstoßenen Sohn länger als acht Tage zu beherbergen. Da Ludwig somit nicht in der Burg Plankenwarth wohnen konnte, ließ er sich im Einvernehmen mit seinen Brüdern am Fuß des Burghügels ein eigenes Schlösschen im Renaissancestil errichten, das später – unter seinem Namen – als „Ludwigsburg“ zur Vorburg des Schlosses Plankenwarth wurde. Da Ludwig bei seinem Tod im Jahre 1570 hohe Schulden hinterließ, musste seine Söhne die Ludwigsburg an Christoph Stürgkh verkaufen.

### Fürstliche Ahnen für die Nachkommen
Durch seine 1574 erfolgte Eheschließung mit Virginia Kassandra von Widmanstetter wurde Christoph Stürgkh zum Schwiegersohn des bedeutenden Humanisten, Diplomaten und Orientalisten Johann Albrecht von Widmanstetter (* 1506, † 1557), der 1552 von Kaiser Ferdinand I. zum Kanzler der österreichischen Länder und 1554 zum Superintendenten der Universität Wien ernannt worden war. Er gilt neben Johannes von Reuchlin und Sebastian Münster, an dessen Kosmographie er mitarbeitete, als einer der Begründer der abendländischen Orientalistik. Widmanstetter wurde in Anerkennung seiner Verdienste in den Ritterstand erhoben und zum Hofpfalzgrafen ernannt. Zuletzt war er Domherr im Regensburger Domkapitel.
Von familiengeschichtlichem Interesse für die Familie Stürgkh und deren Nachkommen ist, dass Widmanstetter durch seine am 15. Januar 1542 geschlossene Ehe mit Lucretia von Leonsberg (* 1525, † 1557), zum Schwiegersohn des Herzogs Georg X. von Bayern-München wurde, da diese eine außereheliche Tochter des Herzogs war.
| Ernst Herzog von Bayern-München der Einäugige (* 1373, † 1438) n     | Elisabetta Visconti (* um 1343, † 1432), Herzogin von Bayern         | Erich I. Herzog von Braunschweig-Grubenhagen (* c. 1380, † 1427),                | Elisabeth Herzogin von Braunschweig-Göttingen (* um 1390, † um 1444),            | Ernst I. „der Eiserne“ Herzog von Österreich (* 1377, † 1424), in den „Innerösterreichischen Ländern“ | Zymburg Herzogin von Masowien (* 1394/97, † 1429),                               | Eduard König von Portugal (* 1391 † 1438),                                 | Eleonore Infantin von Aragon, (* um 1409, † 1443) Königin von Portugal     |
| Albrecht III. Herzog von Bayern-München (* 1401, † 1460),            | Albrecht III. Herzog von Bayern-München (* 1401, † 1460),            | Anna Herzogin von Braunschweig-Grubenhagen (* 1415, † 1474), Herzogin von Bayern | Anna Herzogin von Braunschweig-Grubenhagen (* 1415, † 1474), Herzogin von Bayern | Friedrich III. (* 1415, † 1493), Erzherzog von Österreich, Römischer Kaiser etc.                      | Friedrich III. (* 1415, † 1493), Erzherzog von Österreich, Römischer Kaiser etc. | Eleonore Infantin von Portugal (* 1436, † 1467), Kaiserin                  | Eleonore Infantin von Portugal (* 1436, † 1467), Kaiserin                  |
| Albrecht IV. „der Weise“ Herzog von Bayern-München (* 1447, † 1508), | Albrecht IV. „der Weise“ Herzog von Bayern-München (* 1447, † 1508), | Albrecht IV. „der Weise“ Herzog von Bayern-München (* 1447, † 1508),             | Albrecht IV. „der Weise“ Herzog von Bayern-München (* 1447, † 1508),             | Kunigunde Erzherzogin von Österreich (* 1465, † 1520), Herzogin von Bayern                            | Kunigunde Erzherzogin von Österreich (* 1465, † 1520), Herzogin von Bayern       | Kunigunde Erzherzogin von Österreich (* 1465, † 1520), Herzogin von Bayern | Kunigunde Erzherzogin von Österreich (* 1465, † 1520), Herzogin von Bayern |
| Ludwig X. Herzog von Bayern-München. (* 1495, † 1545),               |                                                                      |                                                                                  |                                                                                  | |                                                                                  |                                                                            |                                                                            |

Die Nachkommen von Christoph Stürgkh und Virginia Kassandra Widmanstetter verfügten daher über eine beachtliche Zahl fürstlicher Vorfahren und waren – zumindest weitschichtig – mit den ersten Häusern Europas verwandt.

## Ehen und Nachkommen
Christoph Stürgkh auf Plankenwarth heiratete in erster Ehe am 21. Februar 1574 Virginia Kassandra von Widmanstetter, eine Tochter von Johann Albrecht von Widmanstetter (* um 1506 in Nellingen bei Ulm, † 28. März 1557 in Regensburg), der ein bedeutender Humanist, Diplomat und Orientalist war, und der Lucrezia (Anna) von Leonsberg. Diese war eine außereheliche Tochter von Herzog Ludwig X. von Bayern (* 18. September 1495 in Grünwald, † 22. April 1545 in Landshut), residierte 1516–1545 in Landshut.
Christoph Stürgkh heiratete in zweiter Ehe Margareta Langenmantel aus der alten Augsburger Patrizierfamilie. Sie war eine Tochter des Jobst Langenmantel von Rosenfeld und Traun und der Felizitas von Berneck.
Kinder aus erster Ehe:
- Christof Stürgkh auf Plankenwarth (1637 †) ⚭ 1.) am 5. Oktober 1600 Maria Kleindienst zu Wachsenegg († v. 4. März 1617), eine Tochter des Georg Siegmund Kleindienst zu Wachsenegg und Pürkstein und der Anna von Ratmannsdorff, ⚭ 2.) Maria Sidonia von Kuenburg († 3. März 1651 in Graz). Sie stammte aus einem alten Kärntner Adelsgeschlecht und war Hofmeisterin der Kaiserin. Ihre Eltern waren Johann Maximilian von Kuenburg auf Brunnsee (bei Mureck in der Steiermark) und Johanna Schrott zu Kindberg aus dem Haus Donnersbach (im Bezirk Liezen in der Steiermark)
- Katharina Stürgkh auf Plankenwarth ⚭ Philipp Vischer, Bürger in Wien
- Maria Walburga Stürgkh auf Plankenwarth ⚭ Michael Schlegel, Bürger in Graz